# Hibia
Hibia je středně pozdní, interspecifická moštová odrůda révy (též hybridní odrůda, mezidruhové křížení, PiWi odrůda), určená k výrobě bílých vín, která byla vyšlechtěna v České republice křížením odrůd Hibernal a Bianca. Roku 2012 nebyla zapsána v katalogu odrůd VIVC.

## Popis
Réva odrůdy Hibia je jednodomá dřevitá pnoucí liána, dorůstající v kultuře až několika metrů. Kmen tloušťky až několik centimetrů je pokryt světlou borkou, která se loupe v pruzích. Úponky umožňují této rostlině pnout se po pevných předmětech. Růst je středně bujný. Jednoleté reví je hnědé, čárkované, pupeny jsou zahrocené.
Dospělé listy jsou střední velikosti, puchýřnaté, nečleněné až pětilaločnaté s mělkými až středně hlubokými výkroji. Na rubu jsou listy slabě ochlupené a žilky jsou mírně štětinkaté. Řapíkový výkroj je klínovitý až lyrovitý s ostrým dnem, otevřený, řapík je středně dlouhý, narůžovělý.
Oboupohlavní květy v hroznovitých květenstvích jsou žlutozelené, samosprašné. Plodem jsou malé, kulaté, zelenožluté bobule s řídkou dužinou neutrální chuti. Hrozny jsou malé (110 g), kuželovité, středně husté.

## Původ a rozšíření
Hibia je perspektivní novošlechtění, interspecifická moštová odrůda révy, kříženec odrůd Hibernal a Bianca. Pochází z dílny Doc. Ing. Miloše Michlovského, CSc. a kolektivu šlechtitelů, vyšlechtěna byla na Moravě.
Odrůda není zapsána do Státní odrůdové knihy České republiky a není ani odrůdou, povolenou k výrobě zemských vín, zatím je pěstována víceméně v pokusných výsadbách.

## Název
Název odrůdy je slovní novotvar, kombinace názvů rodičovských odrůd. Šlechtitelský název odrůdy byl BV-34-14-1.

## Pěstování
Keře jsou středně bujného růstu, réví dobře vyzrává, odolnost vůči zimním mrazům je zvýšená. Odrůda není příliš náročná na polohu a půdy, hodí se pro většinu vedení, snáší dlouhý i krátký řez, doporučené podnože jsou Cr 2, T 5C a SO-4. Plodnost je středně vysoká, 9–12 t/ha při cukernatosti moštu 18–22 °NM a aciditě 8–11 g/l.

### Fenologie
Rašení i kvetení je středně pozdní, hrozny dozrávají též středně pozdně, koncem září až začátkem října.

### Choroby a škůdci
Odolnost vůči hlavním houbovým chorobám i škůdcům je vysoká, což se projevuje na nenáročnosti na chemické ošetřování. Dobře vyzrálé hrozny jsou atraktivní pro vosy.

## Víno
Víno je harmonické, má jemný buket kvetoucí louky, který přechází až do dozrávajícího banánu a žlutého ovoce.

### Multimédia
- Ing. Radek Sotolář : Multimediální atlas podnožových, moštových a stolních odrůd révy, Mendelova zemědělská a lesnická universita Brno, zahradnická fakulta v Lednici
- Martin Šimek : Encyklopédie všemožnejch odrůd révy vinné z celýho světa s přihlédnutím k těm, co již ouplně vymizely, 2008–2012